# Schleicher ASK 21
ASK 21 er et tosædet glasfiber-svævefly med hovedplanet placeret midt på kroppen og T-hale. Flyet er konstrueret til skoleflyvning, men kan også anvendes til strækflyvning og kunstflyvning.

## Design og udvikling
ASK 21 blev designet af Rudolf Kaiser som erstatning for den populære ASK 13 og skulle være et moderne to-sædet fly, som skulle gøre det let at skifte mellem flyvning med instruktør og højtydende ensædede fly. ASK 21 er det første tosædede fly fremstillet helt i glasfiber af Schleicher. Det fløj første gang den 6. februar 1979 og var i produktion fra samme år; til dato (2013) er mere end 900 eksemplarer fremstillet. I december 2004 fløj den selvstartende variant ASK 21 Mi for første gang.

### Konstruktion
De to sæder er tandem-anbragt og har begge styregrejer samt justerbare pedaler og ryglæn. Kroppen består af en rørformet sandwich-konstruktion, hvilket giver passiv sikkerhed og lav vægt. Vinerne er fastgjort midt på kroppen og har en hovedbjælke af glasfiber og Schempp-Hirth-luftbremser på oversiden. Vingetipperne kurver nedad, hvilket muliggør start uden en hjælper til at holde vingetippen (ASK 21 Mi har et lille hjul). Den T-formede hale har fast haleplan og et højderor med fjeder-trim og automatiske forbindelser. Der er to eller tre faste hjul under kroppen. Hovedhjulet, der er placeret lige bag tyngdepunktet, har en hydraulisk skivebremse og er anbragt bag skærme, hvilket besværliggør kontrol at hjulet tryk - en del klubber har fjernet skærmene, både for at lette vedligehold og for at hindre, at tørt græs samles i hjulbrønden og antændes af varme bremser. I halen findes enten et halehjul eller en gummiklods.

## Flyveegenskaber
Det tykke vingeprofil giver godt flyveegenskaber ved lav fart og en stall-hastighed på omkring 65 km/t. Flyveegenskaberne er godmodige; den staller blødt med tydelige advarsler i form af rystelser og kommer let ud af den stallede tilstand. Næsen synker kun lidt, og kun rystelserne og et variometer, som viser stort synk, afslører den stallede tilstand.
Svæveflyet er utilbøjeligt til at gå i spin. Til brug for spin-træning kan der monteres et 'spin kit', som består af nogle synlige ballastvægte ved halen - massen tilpasses vægten af besætningen. Når dette kit er monteret, vil stall medføre, at den ene vinge tabes og rotation (spin) begynder. Udretning sker efter standardmetoden; modsat sideror til rotationen ophører, herefter neutralt krængror og træk ud af dykket.
Ved sideglidning, ofte anvendt for at komme af med overskydende højde, kan sideroret overcentrere aerodynamisk, og piloten må presse sideroret tilbage til neutral stilling med pedalerne.